# Денні Вілсон (шотландський футболіст)
Деніен (Денні) Вілсон (англ. Daniel "Danny" Wilson; нар. 27 грудня 1991 року, Лівінгстон, Шотландія) — шотландський футболіст. Захисник збірної Шотландії та англійського «Ліверпуля», перебуває в оренді в «Брістоль Сіті».

## Клубна кар'єра

### «Рейнджерс»
Вілсон є вихованцем шотландського клубу «Рейнджерс». До переходу до першого складу «джерс» в 2008 році був капітаном молодіжної команди клубу. У своєму першому «дорослому» сезоні в «Рейнджерс» Денні так і не з'явився на полі жодного разу, хоча і досить часто включався в заявку на гру. Перед фіналом кубка Шотландії 2008/09, в якому «джерс» зустрічалися з «Фалкірком», головний тренер команди Волтер Сміт заявив про своє бажання випустити Вілсона на заміну в разі вдало складається матчу. Поєдинок вийшов дуже важким і напруженим для обох команд, у впертій боротьбі «рейнджери» перемогли 1:0, а дебют Денні так і не стався.
Дебют Вілсона у складі «Рейнджерс» відбувся 27 жовтня 2009 року в матчі кубка Ліги, де «джерс» переграли суперників з «Данді» з рахунком 3:1. Через тиждень Денні став наймолодшим гравцем в історії клубу, що зіграв у єврокубковій зустрічі: 4 листопада на момент свого виходу на поле в поєдинку Ліги чемпіонів проти румунської «Унірі» вік Вілсона становив 17 років і 312 днів.
27 березня 2010 року Денні забив свій перший гол у складі «джерс» — сталося це в матчі шотландської прем'єр-ліги «Харт оф Мідлотіан» — «Рейнджерс».
До кінця сезону 2009/10 Вілсон завоював місце в основному складі команди, де він склав пару центральних захисників з капітаном клубу Девідом Вейром. За підсумками цього ж футбольного року «Рейнджерс» захистив титул чемпіона Шотландії, одну з важливих ролей у цьому відіграв саме Денні. Враховуючи ці заслуги, а також відзначаючи безсумнівний талант юного гравця, колеги-футболісти визнали Вілсона «Найкращим молодим гравцем сезону». У голосуванні на приз «Молодого гравця сезону» за версією журналістів переміг також Денні. Фанати «Рейнджерс» оцінили його внесок у загальну перемогу клубу — Вілсон став «Найкращим молодим гравцем» «джерс» в сезоні 2009/10 за версією вболівальників.

### «Ліверпуль»
На початку квітня 2010 року бажання придбати талановитого футболіста висловив англійський «Ліверпуль», в «Рейнджерс» ж в свою чергу заявили Вілсону про підписання нового контракту.
8 травня в пресі з'явилися повідомлення, що Денні відхилив пропозицію про продовження поточного контракту з «джерс», мотивуючи це бажанням перейти в стан «червоних». «Ліверпуль» відразу ж зробив «Рейнджерс» пропозицію по Вілсону в розмірі 2 мільйонів фунтів стерлінгів, яка влаштувало шотландців. 9 травня стало відомо, що сума операції склала 2,5 мільйона фунтів.
Операція була відкладена на деякий час, але 20 липня обидва клубу підтвердили, що всі умови погоджені, і Денні незабаром прибуде до Англії для підписання контракту.
21 липня Вілсон офіційно став гравцем «Ліверпуля», підписавши з «червоними» 3-річну угоду про співробітництво. У новій команді Денні взяв футболку з номером «22».
Початок сезону 2010/11 Вілсон провів у резервному складі «червоних». 20 жовтня молодий захисник забив свій перший гол за дублерів «Ліверпуля», вразивши ворота «Блекберн Роверс». Дебют шотландця в першому складі «червоних» відбувся 22 вересня в поєдинку третього раунду Кубка ліги, в якому клуб Вілсона сенсаційно поступився у серії післяматчевих пенальті представнику Другий англійської ліги, «Нортгемптон Тауну». 27 лютого 2011 року Денні дебютував в англійській Прем'єр-лізі, провівши повний матч проти «Вест Хем Юнайтед».

### «Блекпул»
31 грудня 2011 року стало відомо, що Вілсон проведене кінець сезону в оренді в «Блекпулі».

### Клубна статистика
| Клуб                  | Сезон                 | Чемпіонат | Чемпіонат | Кубок | Кубок | Кубок Ліги | Кубок Ліги | Єврокубки | Єврокубки | Всього | Всього |
| Клуб                  | Сезон                 | Ігри      | Голи      | Ігри  | Голи  | Ігри       | Голи       | Ігри      | Голи      | Ігри   | Голи   |
| --------------------- | --------------------- | --------- | --------- | ----- | ----- | ---------- | ---------- | --------- | --------- | ------ | ------ |
| Рейнджерс             | 2009/10               | 14        | 1         | 5     | 0     | 3          | 0          | 2         | 0         | 24     | 1      |
| Всього за «Рейнджерс» | Всього за «Рейнджерс» | 14        | 1         | 5     | 0     | 3          | 0          | 2         | 0         | 24     | 1      |
| Ліверпуль             | 2010/11               | 2         | 0         | —     | —     | 1          | 0          | 5         | 0         | 8      | 0      |
| Ліверпуль             | 2011/12               | —         | —         | —     | —     | 1          | 0          | —         | —         | 1      | 0      |
| Всього за «Ливерпуль» | Всього за «Ливерпуль» | 2         | 0         | 0     | 0     | 2          | 0          | 5         | 0         | 9      | 0      |
| Всього за кар'єру     | Всього за кар'єру     | 16        | 0         | 5     | 0     | 5          | 0          | 7         | 0         | 33     | 1      |

## Кар'єра в збірній
З 2007 року Вілсон захищає кольори різних збірних Шотландії. В наш час[коли?] в силу свого юного віку поперемінно запрошується в юнацьку, молодіжну та першу національні команди.
Дебют молодого захисника в складі головної команди Шотландії відбувся 16 листопада 2010 року, в товариському поєдинку команда грала проти Фарерських островів. На 24-й хвилині Вілсон відкрив рахунок у цій зустрічі. Остаточний результат матчу — 3:0 на користь шотландців.

### Матчі та голи за збірну
Всього: 5 матчів / 1 гол; 3 перемоги, 1 нічия, 1 поразка.

## Досягнення

### Командні
«Рейнджерс»
- Чемпіон Шотландії: 2009/10
- Володар кубка Шотландії: 2008/09
- Володар кубка шотландської ліги: 2009/10

Збірна
- Срібний призер Кубка націй: 2011

### Особисті
- Молодий гравець року за версією футболістів Професіональної футбольної асоціації Шотландії: 2010
- Молодий гравець року за версією журналістів Шотландії: 2010
- Найкращий молодий гравець року «Рейнджерс» за версією вболівальників: 2010